# Graeme Fish
Graeme Fish (* 23. srpna 1997 Moose Jaw, Saskatchewan) je kanadský rychlobruslař.
V lednu 2017 se poprvé představil na Mistrovství světa juniorů, na podzim toho roku debutoval v seniorském Světovém poháru (SP). Další rok však nadále startoval pouze v domácích závodech. Do SP pravidelně nastoupil v závěru roku 2018, v roce 2019 premiérově závodil na Mistrovství světa na jednotlivých tratích. Na MS 2020 získal v závodě na 5000 m bronzovou medaili a ve světovém rekordu zvítězil na 10kilometrové trati. Startoval na ZOH 2022 (10 000 m – 6. místo).